# Spermacoce xanthophylla
Spermacoce xanthophylla är en måreväxtart som först beskrevs av Cornelis Eliza Bertus Bremekamp, och fick sitt nu gällande namn av Rafaël Herman Anna Govaerts. Spermacoce xanthophylla ingår i släktet Spermacoce och familjen måreväxter. Inga underarter finns listade i Catalogue of Life.